# Ganggrab von Østrup

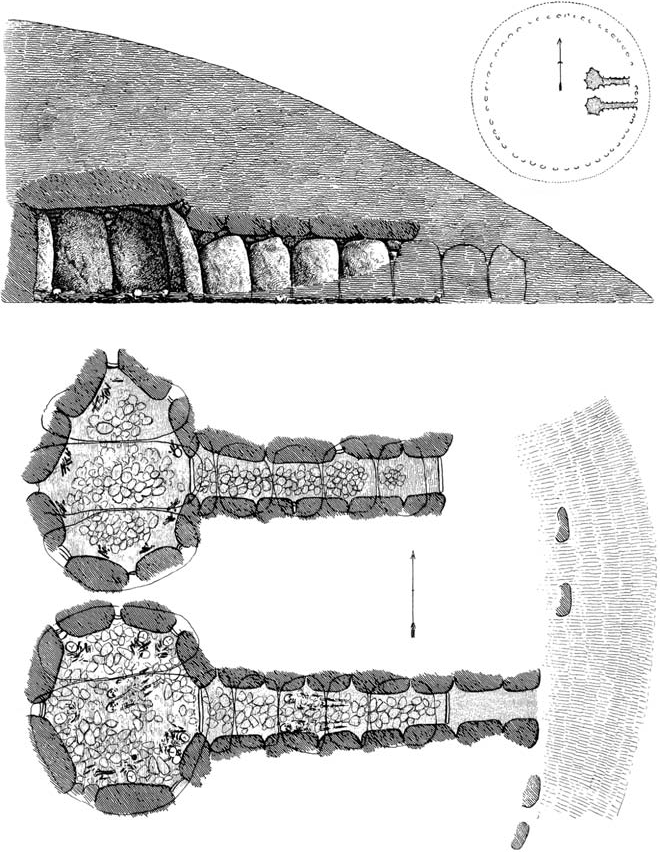
Grundriss und Querschnitt Doppelganggrab ohne gemeinsamen Trennstein; hier Snibhøj - A. P. Madsen

Das Ganggrab von Østrup (auch Bavns- oder Baundysse genannt) liegt bei Undløse auf der dänischen Insel Seeland. Es stammt aus der Jungsteinzeit etwa 3500–2800 v. Chr. und ist eine Megalithanlage der Trichterbecherkultur (TBK). Das Ganggrab (dänisch Jættestue) ist eine zusammengebaute Doppelanlage (dänisch: Dobbelt- oder Tvillingejættestue). Ganggräber sind eine Bauform jungsteinzeitlicher Megalithanlagen, die aus einer Kammer und einem baulich abgesetzten, lateralen Gang bestehen. Die Form ist primär in Dänemark, Deutschland und Skandinavien, sowie vereinzelt in Frankreich und den Niederlanden zu finden.
Einige dänische und wenige schwedische Ganggräber wurden als Doppelanlagen errichtet, indem man die beiden Kammern an den Schmalseiten zusammenbaute. Diese Ganggrabart hat zumeist keine parallelen Zugänge. Doppelganggräber findet man auf Seeland in 57 Beispielen. Ihr Anteil an der Gesamtzahl bestimmbarer Anlagen liegt bei etwa 10 %. Neolithische Monumente sind Ausdruck der Kultur und Ideologie neolithischer Gesellschaften. Ihre Entstehung und Funktion gelten als Kennzeichen der sozialen Entwicklung.

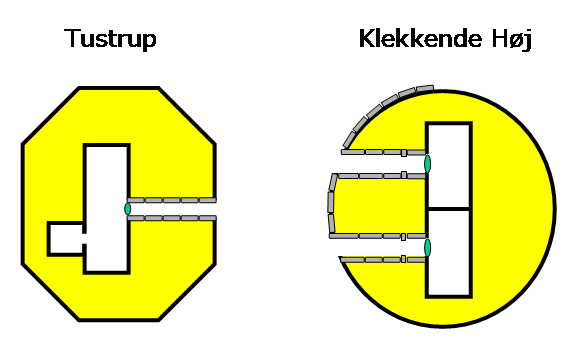
Schema Doppelanlage rechts

## Beschreibung
Das Ganggrab von Østrup verfügt über zwei Kammern mit jeweils einem Zugang, die eine gemeinsame Seitenwand haben. Die beiden Østruper Kammern haben eine Gesamtlänge von über 16,0 und eine Breite und Deckenhöhe von etwa zwei Metern. Somit ist das Ganggrab landesweit eines der höchsten. Die Erbauer erhöhen den Innenraum (auch bei anderen Megalithanlagen auf Seeland), indem sie zwischen die hier etwa 30 Tragsteine und die Decksteine eine zusätzliche Steinschicht einfügten.
Die Nordkammer ist rechteckig und 8,0 m lang, 2,0 m breit und 1,8 m hoch und besteht aus 16 Tragsteinen. Auf der Ostseite der Kammer, nach Norden versetzt, befindet sich die Gangöffnung. Auf dem ungeplasterten Boden lag eine Schicht mit Skeletten und Grabbeigaben. Oberhalb befand sich eine Scherbenschicht, sandiger Boden und eine weitere Scherbenschicht. Am Nordende der Kammer waren deutliche Brandspuren zu erkennen. Der 0,5 m breite Gang ist nach Südosten ausgerichtet. Es sind auf jeder Seite zwei Tragsteine erhalten.
Die Südkammer ist rechteckig und 8,0 m lang, 2,0 m breit und 1,8 m hoch und besteht aus 17 Tragsteinen (einschließlich der beiden gemeinsamen Endsteine im Norden). Auf dem ungeplasterten Boden lag eine Schicht von Skelettresten mit starker Beimischung von Holzkohle. Oberhalb befanden sich verstreute Steine sowie ein Abdeckpflaster. Darüber befand sich eine Urne aus der Bronzezeit. Auf der Ostseite der Kammer, nach Norden versetzt, befindet sich die Gangöffnung. Der Gang ist 0,6 m breit. Zwei Seitensteine und ein Deckstein sind erhalten.
Der ovale Erdhügel, der die Anlage einst bedeckte, ist etwa 18,0 m lang und 11,0 m breit. Das Ganggrab von Østrup wurde 1888 und 1889 von einem örtlichen Archäologen ausgegraben. Zu dieser Zeit waren die meisten Decksteine bereits entfernt und für den Straßenbau verwendet worden.
Im Jahre 2007 wurde die Anlage restauriert. Dabei fand sich hinter der Kammer, auf dem Boden, eine mehr als drei Meter lange, gerade Reihe aus Rollsteinen die vom Erdhügel bedeckt wurde. Die Ausrichtung der Steinreihe hat keinen Bezug zu den Kammerachsen oder zu einer Himmelsrichtung.
Im Østrup Skov liegt der Grimmedysse.